# Атай Татарский
Ата́й Тата́рский (укр. Атай Татарський, крымскотат. Tatar Atay, Татар Атай) — исчезнувшее село в Раздольненском районе Республики Крым, располагавшееся на северо-востоке района, в степной части Крыма, на древней дороге из Ак-Мечети в Перекоп (сейчас автодорога 35К-012 Черноморское — Воинка, по украинской классификации Т-0107), примерно в 3 километрах западнее современного села Ручьи.

### Динамика численности населения
| - 1805 год — 170 чел. - 1864 год — 66 чел. - 1889 год — 132 чел. - 1892 год — 108 чел. | - 1900 год — 242 чел. - 1915 год — 234 чел. - 1926 год — 227 чел. |

## История
Первое документальное упоминание села встречается в Камеральном Описании Крыма… 1784 года, судя по которому, в последний период Крымского ханства Атани входил в Мангытский кадылык Козловского каймаканства. После присоединения Крыма к России (8) 19 апреля 1783 года, (8) 19 февраля 1784 года, именным указом Екатерины II сенату, на территории бывшего Крымского ханства была образована Таврическая область и деревня была приписана к Евпаторийскому уезду. После павловских реформ, с 1796 по 1802 год входила в Акмечетский уезд Новороссийской губернии. По новому административному делению, после создания 8 (20) октября 1802 года Таврической губернии, Атай был включён в состав Джелаирской волости Евпаторийского уезда.
По Ведомости о волостях и селениях, в Евпаторийском уезде с показанием числа дворов и душ… от 19 апреля 1806 года в деревне Атай числилось 24 двора, 138 крымских татар, 28 цыган и 4 ясыров. На военно-топографической карте генерал-майора Мухина 1817 года деревня Атай обозначена с 25 дворами. После реформы волостного деления 1829 года Атай, согласно «Ведомости о казённых волостях Таврической губернии 1829 года» отнесли к Атайской волости (переименованной из Джелаирской). На карте 1842 года деревня Атай обозначена с 33 дворами.
В 1860-х годах, после земской реформы Александра II, деревню приписали к Биюк-Асской волости. В «Списке населённых мест Таврической губернии по сведениям 1864 года», составленном по результатам VIII ревизии 1864 года, Атай — владельческая татарская деревня, с 10 дворами, 66 жителями и мечетью при колодцахъ. По обследованиям профессора А. Н. Козловского 1867 года, вода в колодцах деревни была «соленоватая» а их глубина колебалась от 2,5 до 4 саженей (5—8 м). Согласно «Памятной книжке Таврической губернии за 1867 год», деревня была покинута жителями в 1860—1864 годах, в результате эмиграции крымских татар, особенно массовой после Крымской войны 1853—1856 годов, в Турцию и вновь заселена татарами. На трехверстовой карте Шуберта 1865—1876 года в деревне Атай обозначено 12 дворов. В «Памятной книге Таврической губернии 1889 года», по результатам Х ревизии 1887 года, в деревне Атай-Темир числилось 33 двора и 162 жителя. Согласно «…Памятной книжке Таврической губернии на 1892 год», в деревне Атай, входившей в Аипский участок, было 108 жителей в 19 домохозяйствах.
Земская реформа 1890-х годов в Евпаторийском уезде прошла после 1892 года, в результате Атай приписали к Коджанбакской волости. По «…Памятной книжке Таврической губернии на 1900 год» в деревне числилось 242 жителя в 46 дворах. По Статистическому справочнику Таврической губернии. Ч.II-я. Статистический очерк, выпуск пятый Евпаторийский уезд, 1915 год, в селе Атай (вакуф соборной мечети) Коджамбакской волости Евпаторийского уезда числилось 58 дворов (все дворы безземельные) с татарским населением в количестве 234 человек приписных жителей, из которых 131 мужчина и 103 женщины. Жители землёй не владели, а вакуфной числилось 600 десятин удобной земли. В хозяйствах имелось 135 лошадей, 28 волов, 50 коров и 290 голов мелкого скота.
После установления в Крыму Советской власти, по постановлению Крымревкома от 8 января 1921 года № 206 «Об изменении административных границ» была упразднена волостная система и село вошло в состав Бакальского района Евпаторийского уезда, а в 1922 году уезды получили название округов. 11 октября 1923 года, согласно постановлению ВЦИК, в административное деление Крымской АССР были внесены изменения, в результате которых округа были отменены, Бакальский район упразднён и село вошло в состав Евпаторийского района. Согласно Списку населённых пунктов Крымской АССР по Всесоюзной переписи 17 декабря 1926 года, в селе Атай (татарский), Аипского сельсовета Евпаторийского района, числилось 53 двора, все крестьянские, население составляло 227 человек, все татары, действовала татарская школа. После создания в 1935 году Ак-Шеихского района (переименованного в 1944 году в Раздольненский) Атай татарский включили в его состав, видимо, тогда же был образован Атайский сельсовет (на 1940 год уже существовал) (центром совета был Атай-Немецкий). В последний раз в доступных исторических документах встречается на двухкилометровке РККА 1942 года.
В 1944 году, после освобождения Крыма от фашистов, согласно Постановлению ГКО № 5859 от 11 мая 1944 года, 18 мая крымские татары были депортированы в Среднюю Азию. Видимо, опустевшее после войны и депортации село не возрождали.